# Bungi
Kreolština bungi (též Bungee, Bungie, Bungay, nebo Red River Dialect) je kreolský jazyk na bázi angličtiny, kterým mluví Métisové v Red River Colony a v Assiniboia v provincii Manitoba v Kanadě. Byla uznána jako kreolské kontinuum (to znamená, že kreolský jazyk je velice blízký originálnímu jazyku, v tomto případě angličtině.).
Tento jazyk vychází z angličtiny (hlavně skotské) a byl silně ovlivněn skotštinou, skotskou gaelštinou, kríjštinou a odžibvejštinou.
Název jazyka vychází z odžibvejšského slova bangii, které znamená trochu.